# Volost
Volost (în limba rusă во́лость) este o subdiviziune administrativă în Cnezatul Moscovei, Imperiul Rus, iar, în Rusia din zilele noastre, din unele republici sau regiuni federale. La începutul istoriei slavilor de răsărit, volost era denumit teritoriul condus de un cneaz, ori ca domnitor absolut, ori aflat sub suzeranitatea unui Mare Cneaz. Începând cu secolul al XIV-lea, volost era numele dat unei subunități administrative a Cnezatului Moscovei, iar mai târziu a Imperiului Rus, (ca parte a unui uezd). După abolirea iobăgiei în Rusia în 1861, volostul s-a transformat într-o unitate a autoadministrației țărănești. 
Volostele au fost abolite de reforma administrativă sovietică din 1923–1929. Raionele nou înființate puteau fi numite într-o oarecare măsură echivalentul atât a volostelor cât și a uezdurilor. 
În ziua de azi, împărțirea în voloste este folosită în Republica Karelia, unde volostele au același statut administrativ cu raioanele, dar și în regiunile Leningrad, Pskov, Samara și Tula, unde sunt considerate subdiviziuni ale raioanelor, având același statut administrativ cu selsovietele din alte subiectele federale ale Rusiei.